# William Peel (1er comte Peel)
William Robert Wellesley Peel, 1er comte Peel, (7 janvier 1867-28 septembre 1937), connu sous le nom de vicomte Peel de 1912 à 1929, est un homme politique britannique. 

## Jeunesse et éducation
Fils aîné d'Arthur Peel (1er vicomte Peel) et d'Adelaide Dugdale, il est né à Londres en 1867. Son père est le cinquième et plus jeune fils du Premier ministre Robert Peel. 
Il fait ses études à Harrow et au Balliol College, Oxford, où il est secrétaire de l'Union d'Oxford. 
En 1893, il est admis au barreau à Inner Temple et exerce la profession d'avocat avant de devenir correspondant spécial du Daily Telegraph pendant la guerre gréco-turque de 1897,. 

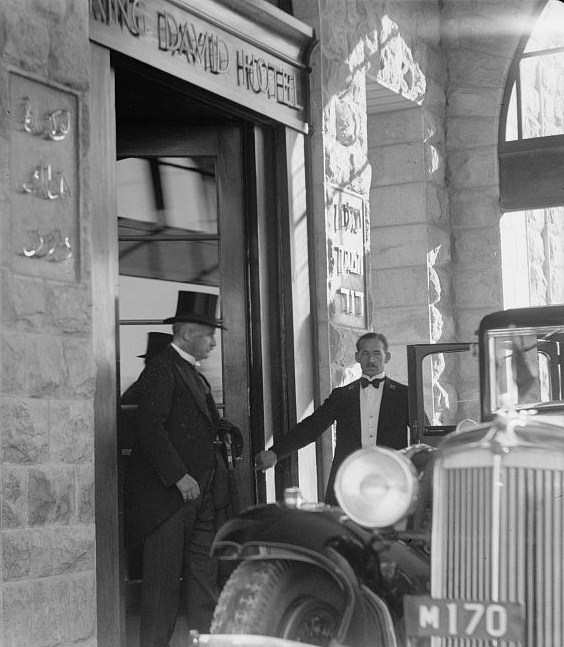
Lord Peel à l'entrée de l'hôtel King David, 1936

## Carrière politique
En 1900, il est nommé membre de la Commission royale formée pour enquêter sur le fonctionnement du port de Londres. En février de la même année, il est élu lors d'une élection partielle pour pourvoir un siège vacant de Woolwich au London County Council auquel il est réélu lors des élections ordinaires de l'année suivante. Il est membre du groupe pro-conservateur au conseil qui est devenu le Parti de la réforme municipale. Il est chef du Parti de 1908 à 1910 et président du conseil de comté de 1914 à 1916,. 
Il commence sa carrière parlementaire lorsqu'il est élu député libéral unioniste de Manchester South lors d'une élection partielle. Aux élections générales de 1906, il se présente sans succès à Harrow. Il revient aux Communes en 1909, lorsqu'il est élu député conservateur de Taunton lors d'une élection partielle. Il hérite de la vicomté de son père en 1912 et prend son siège à la Chambre des lords. 
Il est nommé lieutenant adjoint du Bedfordshire  et lieutenant-colonel du Bedfordshire Yeomanry en 1912, et au début de la Première Guerre mondiale il part en France avec son régiment. En raison de sa mauvaise santé, il revient en Grande-Bretagne en 1915. En 1918, il reçoit son premier poste au gouvernement en tant que secrétaire parlementaire adjoint au ministère du Service national. En 1919, il devient Sous-secrétaire d'État à la guerre et membre du Conseil privé,. Deux ans plus tard, il est Chancelier du duché de Lancastre et ministre des Transports. 
Il entre au cabinet en 1922 en tant que Secrétaire d'État à l'Inde dans le cadre du gouvernement de coalition de David Lloyd George mais continue à occuper ce poste après la chute de la Coalition dans les gouvernements de Bonar Law et Baldwin. Le gouvernement de Baldwin tombd en janvier 1924, mais après une brève période d'opposition, il revient au pouvoir lors de l'élection générale de 1924. Peel est nommé premier commissaire aux travaux de l'administration conservatrice formée par Stanley Baldwin. En 1928, il revient brièvement au ministère de l'Inde avant que les conservateurs ne perdent le pouvoir aux élections générales de 1929. 
En 1929, il est créé vicomte Clanfield, de Clanfield dans le comté de Southampton, et comte Peel dans les honneurs de dissolution. Lorsqu'un gouvernement national dominé par les conservateurs est formé après les élections de 1931, il devient Lord du sceau privé. Il n'occupe ce poste que pendant deux mois, quittant le gouvernement en novembre. 
En 1932, il est nommé président de la Commission du blé et, en 1934, il préside la Commission royale sur la common law. En 1936-1937, il préside la Commission Peel qui recommande pour la première fois la partition du mandat britannique de Palestine en États juifs et arabes séparés. 

## Famille
Lord Peel épouse Eleanor, fille de James Williamson (1er baron Ashton), en 1899. Ils ont deux enfants: Arthur Peel (2e comte Peel) et Doris, qui épousé le colonel Stewart Blacker. 
En 1929, Lord Ashton meurt et Peel lui succède à la présidence de James Williamson and Company. Il est administrateur de Barclays Bank et de Great Northern Railway,. 
Lord Peel est décédé, à l'âge de 70 ans, à son domicile d'East Meon, près de Petersfield, Hampshire, en 1937 après une longue maladie,. Son fils Arthur lui succède.